# 西日本高速道路ロジスティックス
西日本高速道路ロジスティックス株式会社（にしにほんこうそくどうろロジスティックス、West Nippon Expressway Logistics Company Limited）は西日本高速道路（NEXCO西日本）管内のサービスエリア・パーキングエリアのインフォメーションコーナーと一部直営売店の管理運営及びSA・PAへの卸売業、プライベートブランドの開発、資材配送を行う会社である。
西日本高速道路及び親会社の西日本高速道路サービス・ホールディングス（NEXCO西日本SHD）と同じ、大阪府大阪市北区堂島に本社を置く。

## 概要
2006年12月、NEXCO西日本管内のSA・PA内のインフォメーションコーナーを担当する会社として新設、2007年4月に営業を開始した。その後、SA・PAの売店や飲食店への資材配達や親会社のNEXCO西日本SHD等から移管を受け、SA・PA内にある売店や飲食店・ガソリンスタンドの営業を行っている。

## 主な事業
- SA・PA内のインフォメーションコーナーの運営
- SA・PA向けの資材配送
- 卸売業・プライベートブランドの開発
- ガソリンスタンドの運営

### 売店・飲食店の運営

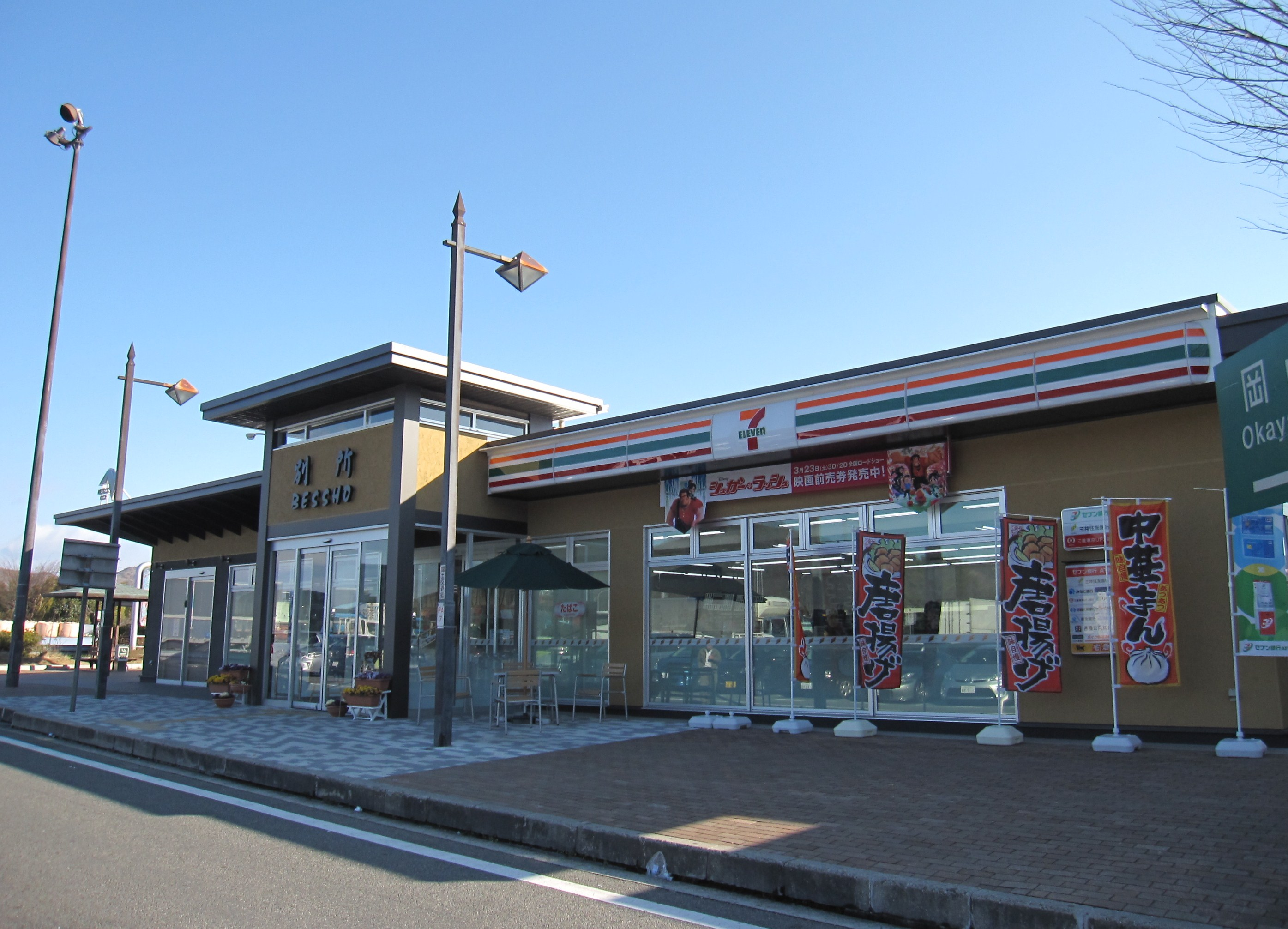
淡河パーキングエリア（上り線側）
当社が運営する売店の一つである。

下記サービスエリアにおける売店・飲食店・ハイウェイコンビニの運営を行っている。
- 山陽自動車道淡河パーキングエリア（上り線）